# 萨斯基娅·韦伯
萨斯基娅·韦伯（英語：Saskia Webber，1971年6月13日—），美国女子足球运动员，司职守门员。她曾入选1996年夏季奥林匹克运动会美国女子足球队名单，但并未上场参赛。她也曾参加1995年和1999年女子足球世界杯。